# فرهنگ لغت چمبرز
فرهنگ لغت چمبرز (TCD) اولین بار توسط ویلیام و روبرت چمبرز به عنوان فرهنگ لغت انگلیسی چمبرز در سال ۱۸۷۲ منتشر شد. این نسخه توسعه یافته واژه‌نامه ریشه‌شناسی چمبرز در سال ۱۸۶۷ بود که توسط جیمز دونالد گردآوری شد. چاپ دوم در سال ۱۸۹۸ منتشر شد و در سال ۱۹۰۱ یک نسخه فشرده جدید به نام فرهنگ لغت قرن بیستم چمبرز منتشر شد.